# Gravfältet Västra Porten-Stora smällen

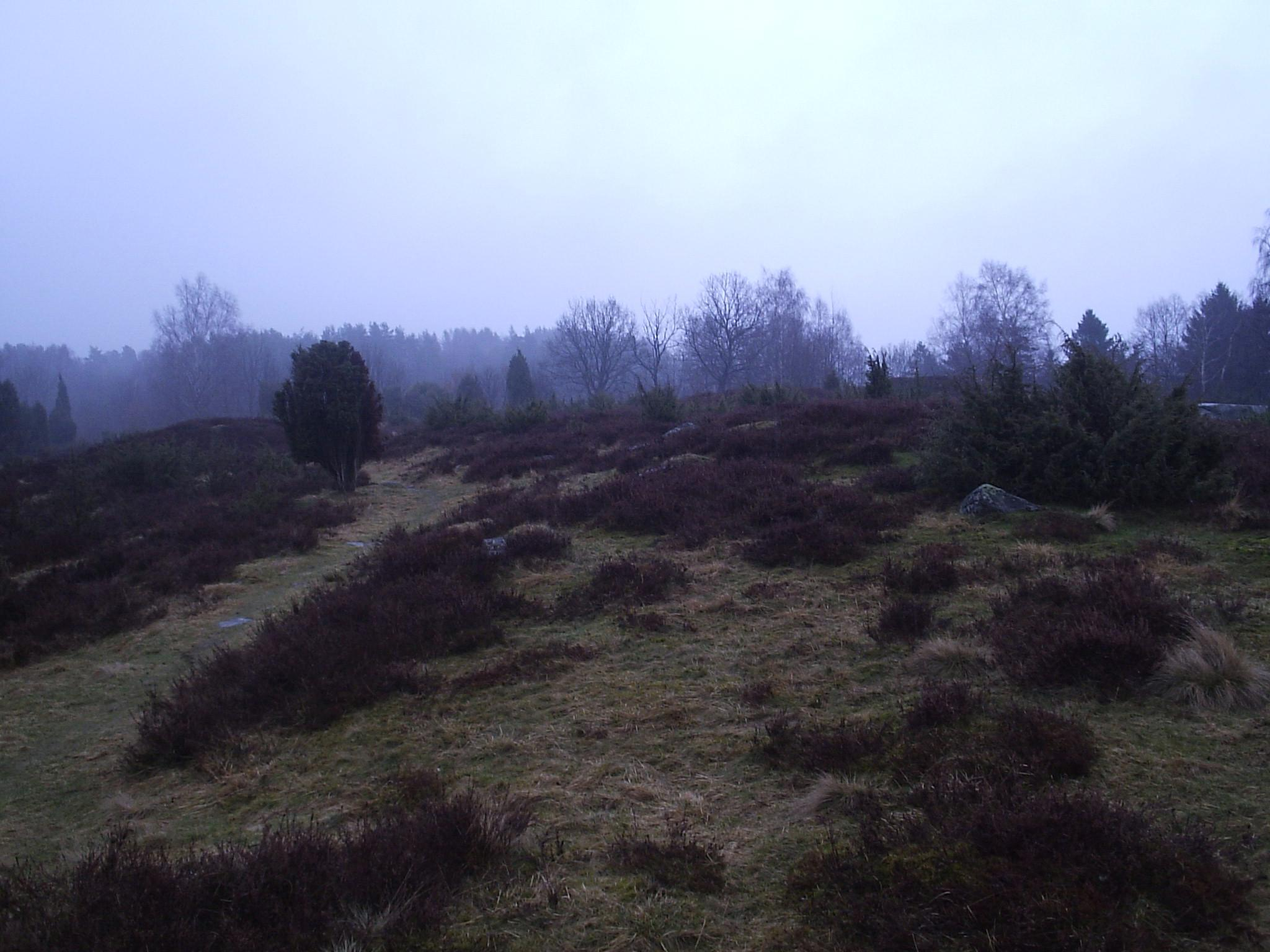
Gravfältet Västra Porten - Stora smällen

Gravfältet Västra Porten-Stora smällen är ett gravfält från järnåldern i Ytterby socken i Kungälvs kommun. Gravfältet är ett av de största i Bohuslän och består av 160 fornlämningar, till exempel gravhögar, stensättningar, resta stenar, skeppssättningar, en treudd och en domarring. Gravarna har daterats till mellan 500 f.Kr. och 1000 e.Kr.

## Position

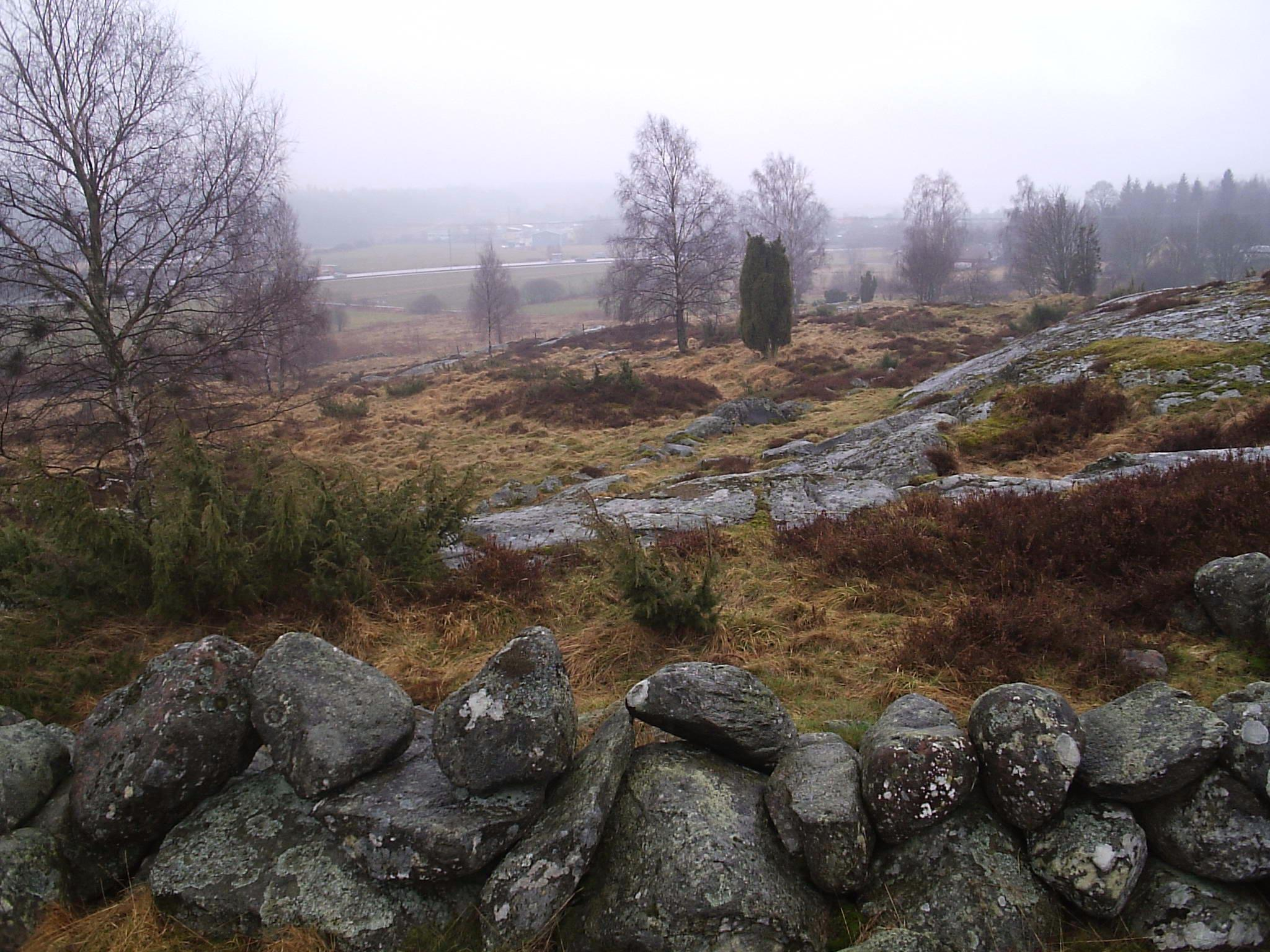
Gravfältet Västra Porten - Stora smällen

Stora smällen ligger på det högsta partiet på den östra och södra sluttningen av moränhöjden som kan betecknas som Hällen. Utsikten från gravfältets topp är vida och man ser ut över Ytterbys dalgång, men även hur Nordre älv slingrar sig ut mot havet norr om Hisingen.

## Arkeologiska fynd
Gravfältet, som även har några gravar norr om Hällen vid Östra Porten, består av minst 160 gravar då antalet kan vara större eftersom det inte är väl undersökt ur ett arkeologiskt perspektiv. Åtminstone två stensättningar är borttagna på 1970-talet och på 1800-talet förstördes några gravar i samband med ett bygge av en jordkällare där man ännu idag kan hitta bärande takbjälkar av forna bautastenar med längden 4 m. Med stor sannolikhet fördes många andra resta stenar bort av lokalbefolkningen, såsom från andra gravfält i Sverige, till användning vid byggnation, därtill verkar det finnas fallna resta stenar kvar på gravfältet. Gravfältet är igenväxt med grästorvor, sly och buskuppslag, även om man de senaste åren har försökt göra gravfältet mer lättillgängligt genom parkarbete och fårbetning. Dessutom har nytillkomna skyltar tillkommit, delvis på grund av att antalet kända gravar har utökats genom inventeringar utförda bland annat inom Kungahällaprojektet. Sju gravar är utgrävda, flertalet i samband med Göteborgsinventeringen inför Göteborgsutställningen 1923, då Georg Sarauw fyra år dessförinnan utforskade sex gravar på gravfältet. Även Johan Alin undersökte detsamma 1925. Gravarna som utgrävdes var uppförda mellan 500 f. Kr. och 1000 e. Kr., det vill säga under minst 1 500 år har gravfältet använts, troligtvis längre.

## Historia

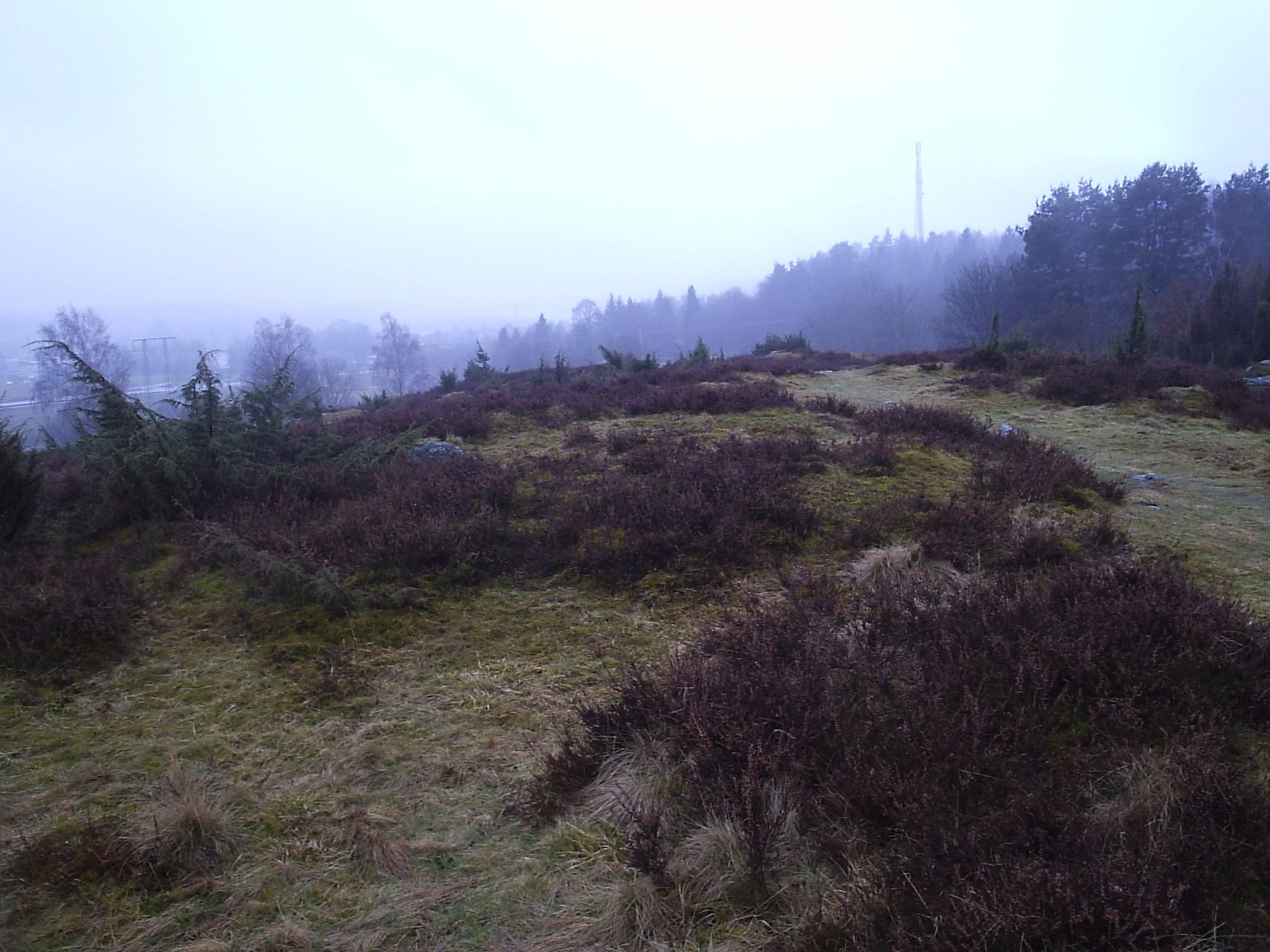
Gravfältet Västra Porten - Stora smällen

De äldsta kyrkorna låg ofta vid tunet till gamla stormanna- eller kungsgårdar (se till exempel Ucklum). Ofta låg de därför också tätt intill gravfält från förkristen tid, och uppvisade därmed en kontinuitet i religion, bara med nya yttre former. De äldsta kyrkorna var stavkyrkor, vilka Norge ännu har knappt ett 30-tal kvar av. Eventuella rester av fylkeskyrkan i Ytterby kanske i framtiden endast kommer att uppvisa stolphål, svarta fläckar efter stolpar som har varit nedgrävna i backen, med eventuella artefaktfynd. Det verkar vara så att gravfältet Västra Porten - Stora Smällen även i sitt yngsta gravmaterial har gravar som har kristna förtecken, vilket inte är förvånande då åtminstone södra Norge var delvis kristet i slutet av 900-talet. De norska kungarna Olav Tryggvason och Olof den helige arbetade hårt för att införa kristen tro och institutionalisera densamma i kungariket, därmed uppfördes även kyrkor vid de skilda kungsgårdarna.

## Närbeläget gravfält
Det finns dessutom gravfält av mindre storlek i närheten av Västra Porten - Stora Smällen, som är namngivet efter två närbelägna torp och inte verkar ha varit något bygravfält, utan ett gårdsgravfält. De utgrävda gravgåvorna där tyder på högre ståndsstatus. Hästben hittades i tre av gravarna och i hög 9, i den så kallade bärsärkens grav, fanns tio björnklor som troligtvis är brända rester av en björnskinnsskjorta. Dessa låg i en urna tillsammans med brända benrester från en man och en kvinna, samt svinben och en folkvandringstida benkam. Vid sidan av utgrävningarna gjordes ett ovanligt fynd, norr om det egentliga gravfältet och som går under namnet Östra Porten, efter ett blixtnedslag i juli 1865. Blixten träffade en rund hög och i graven hittades bland annat två fingerringar av guld och en dräktnål av silver med förgyllning. Fibulan har kunnat dateras till tidig romersk järnålder. För att lämna beskrivningen av gravfynden i Västra Porten - Stora Smällen kan det avslutningsvis sägas att nästan alla järnålderstida gravtyper är representerade. Av gravformerna är stensättningarna vanligast, därefter högarna, men det finns också rester av domarringar, skeppssättningar, resta stenar och en treudd.

### Webbkällor: Arkeologiska rapporter från Ytterby
- Rapport. Delundersökning av Raä 22, Västra Porten/Smällen, Ytterby Sn. Vt & Ht 2008.
- Rapport. Delundersökning av Raä 22, Västra Porten/Smällen, Ytterby sn. HT 2007.
- Rapport. Delundersökning av Raä 22, Västra Porten/Smällen, Ytterby sn. VT 2007.
- Rapport. Delundersökning av Raä 22, Västra Porten/Smällen, Ytterby sn. HT 2006.
- Delundersökning av Raä 22, Västra Porten/Smällen, Ytterby sn. VT 2006.
- Delundersökning av en aktivitetsyta från Järnålder. Raä 22, Västra Porten/Smällen, Ytterby sn. HT 2005.
- FMIS: 22:1